# My Kind of Christmas
„My Kind of Christmas“ е третият студиен и първият коледен албум на американската поп изпълнителка Кристина Агилера, издаден през 2000. Достига върха на националната класация за албуми, тази на САЩ.

## Списък с песни
1. „Christmas Time“ – 4:02
2. „This Year“ – 4:14
3. „Have Yourself a Merry Little Christmas“ – 4:03
4. „Angels We Have Heard on High“ – 4:11
5. „Merry Christmas, Baby“ (с Dr. John) – 5:44
6. „Oh Holy Night“ – 4:52
7. „These Are the Special Times“ – 4:31
8. „This Christmas“ – 4:01
9. „The Christmas Song (Chestnuts Roasting on an Open Fire)“ – 4:25
10. „Xtina's Xmas (Interlude)“ – 1:32
11. „The Christmas Song“ (Holiday Remix) – 4:03

## Класации
| Класация | Сертификация | Продажби  |
| -------- | ------------ | --------- |
| САЩ      | Платинен     | 1 000 000 |